# ダン・ビビー
ダン・ビビー（Dan Bibby、1991年2月6日 - ）は、イングランドのラグビー選手。

## 略歴
2016年、リオ五輪の7人制イギリス代表に選ばれ銀メダル獲得。

## 人物
- イングランド・ウィガン出身[2]。
- ポジションはスタンドオフ(SO)。
- 身長 176cm、体重 89kg
- 7人制イングランド代表に選ばれたことがある[3]。